# Terminal international de Manzanillo
Le Terminal international Manzanillo (UN/LOCODE: PAMIT) est un des trois ports du Panama.